# Hornswoggle
Hornswoggle (născut Dylan Postl n. 29 mai 1986, Oshkosh, Wisconsin, SUA) este un luptător american de 1,30 m. Hornswoggle a făcut echipă cu Goldust, câștigând de fiecare dată.